# 德吉乡
德吉乡（羅馬化：dep jji），是中华人民共和国四川省凉山彝族自治州越西县曾经下辖的一个乡。2021年1月12日，撤销德吉乡，将原德吉乡所属行政区域划归普雄镇管辖。

## 行政区划
德吉乡撤销前下辖以下地区：
祝基村、德吉村、亩格村、依尔村和三合村。